# Burgundia
Burgundia (fr. Bourgogne, wymowaⓘ) – kraina historyczna w centralnej Francji. W przeszłości prowincja i region administracyjny.
W systemie administracyjnym z lat 1972–2015 region Burgundia graniczył z sześcioma regionami: Centre-Val de Loire – od zachodu, Île-de-France i Szampania-Ardeny – od północy, Franche-Comté – od wschodu, a od południa z Rodan-Alpy i Owernia. Sam region dzieli się na 4 departamenty: Côte-d’Or, Nièvre, Saona i Loara i Yonne. Do historycznej krainy należał też region Franche-Comté, z którym połączono region Burgundia w ramach reformy z przełomu lat 2015/2016 w region Burgundia-Franche-Comté.
Poza miastem Dijon (147,2 tys. mieszk.), które stanowi główny ośrodek tego regionu, większymi miastami są: Chalon-sur-Saône (49,0), Nevers (39,6), Auxerre (37,6), Mâcon (33,6), Sens (26,8), Le Creusot (25,6) oraz Beaune (21,5).
Nazwa krainy wywodzi się od wschodniogermańskiego plemienia Burgundów.

## Historia regionu

### Państwa Burgundów
Burgundowie, od których nazwę wziął ten region, byli jednym z nordyckich plemion, które przyczyniły się do upadku Cesarstwa Rzymskiego Zachodniego. Pochodzili prawdopodobnie z wyspy Bornholm, a Pliniusz Starszy lokalizuje ich w dorzeczu Odry w pierwszym wieku naszej ery, w okolicach spływu Nysy Łużyckiej, a w drugim wieku, Klaudiusz Ptolemeusz, lokalizuje ich między Odrą a Wisłą, gdzie mieszkali jeszcze w połowie trzeciego wieku według Jordanesa, ale pokonani przez Gepidów przemieścili się w dorzecze Łaby. Pod koniec wieku przesunęli się dalej na zachód, w dolinę Menu, gdzie weszli w kontakt z Alamanami. Retor i orator Mamertinus z Trewiru w panegiryku do cesarza Maksymiana wspomina o obecności Burgundów w tych okolicach. Ammianus Marcellinus przynosi informacje o wyprawie za Ren Juliana Apostaty przeciwko Alamanom w latach 379–390, a potem, według tegoż, cesarz Walentynian I w walce z tymi ostatnimi zwrócił się o pomoc do Burgundów, którzy wysłali 80 000 wojowników na czele elity na spotkanie z Rzymianami nad Renem, ale ci byli nieobecni. Oburzeni i wściekli Burgundowie wrócili na swoje ziemie.
Jako lud sfederowany, mieli rolę obrońców granicy cesarstwa na Renie, ale ich bracia po drugiej stronie byli bardziej wyeksponowani na nacisk Hunów. W latach 428/429 król obu brzegów, Gundahar, pokonał Oktara, wuja Attyli, według Sokratesa Scholastyka i w 435 roku postanowił zaatakować Belgię (Belgica Prima), ale opór Rzymian i ich huńskich sojuszników spowodował klęskę burgundzką, wskutek której o mało nie doszło do unicestwienia najeźdźców w 436/437 roku. To by była zemsta Hunów za ich porażkę 10 lat wcześniej. Przegrana i śmierć Gundahara stanowią kres pierwszego królestwa burgundzkiego (Rzymianie znów zapanowali nad tymi terenami).
Burgundowie wzięli udział w bitwie na Polach Katalaunijskich w 451 roku po stronie Rzymian (choć niektóre grupy Burgundów prawdopodobnie walczyły po stronie Hunów).
Rozpad Cesarstwa zachodniego przyśpieszyły zabójstwo Walentyniana III oraz walka o tron. Królowie burgundzcy potrafili to wykorzystać, sprzymierzając się z Wizygotami. W 472 roku część z Burgundów wraz z nimi za przyzwoleniem Rycymera złupiła Rzym.
Po upadku cesarstwa rzymskiego państwo Burgundów zostało mocno osłabione przez sąsiednich Ostrogotów. Burgundowie zostali podbici przez Franków w 534 roku i ulegli romanizacji.

### Księstwo Burgundii
Na terenie państwa Franków powstało Księstwo Burgundii. Do 1477 roku w skład państwa burgundzkiego weszły ziemie obecnych Holandii, Belgii, Luksemburga, Artois, Pikardii, Alzacji, Franche-Comté i Burgundii. W roku 1477 wszystkie ziemie tego państwa, z wyjątkiem samej Burgundii, odziedziczył Dom Habsburgów na podstawie małżeństwa Maksymiliana I Habsburga z Marią Burgundzką. Była to córka Karola Zuchwałego, który zginął w bitwie pod Nancy w Lotaryngii. Samo księstwo Burgundii włączono do Francji jako jedną z prowincji.

### I wojna światowa
Burgundia straciła w I wojnie światowej od 3,6% do 3,9% ludności (średnia dla całej Francji to 3,35%).

### Streszczenie historii nazwy Burgundia[11]
1. Lata 410–436 – pierwsze burgundzkie królestwo Gundahara
2. Lata 451–532 – drugie burgundzkie królestwo Gundioka
3. Lata ok. 590–739 – trzecie (frankijskie) królestwo Burgundii
4. Od 843 – francuskie księstwo Burgundii
5. Lata 879–933 – królestwo Dolnej Burgundii
6. Lata 888–933 – królestwo Górnej Burgundii
7. Lata 933–1032 – Zjednoczone Królestwo Obojga Burgundii (Arelat)
8. Lata ok. 1000–1678 – palatynat Burgundii (Franche-Comté)
9. Od 1032 – cesarskie królestwo Burgundii Księstwo Burgundii
10. Lata 1127–1218 – cesarskie księstwo Burgundii Mniejszej
11. Od 1127 – cesarskie landgrafstwo Burgundii
12. Lata 1384–1477 – zjednoczone „stany Burgundii” w ramach Księstwa Burgundii
13. Lata 1477–1791 – prowincja francuska
14. Lata 1548–1795 – okręg burgundzki Rzeszy
15. Od 1982 – współczesny region francuski Burgundia.

## Gospodarka
Klimat umiarkowany ciepły, morski. Region rolniczy, jeden z większych w kraju obszarów uprawy winorośli (zwłaszcza na obrzeżu Rowu Saony). Ponadto uprawia się pszenicę, kukurydzę, buraki cukrowe, rośliny oleiste, warzywa i owoce. Hodowla bydła. Eksploatacja złóż węgla kamiennego. Przemysł słabo rozwinięty, głównie spożywczy, a także metalurgiczny, włókienniczy i skórzany.

### Produkcja winiarska w Burgundii

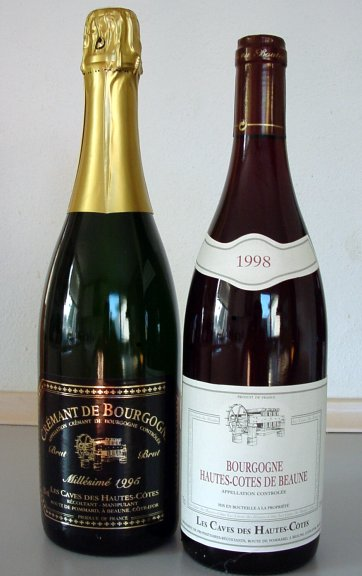
Wina burgundzkie

Region Burgundii słynie z produkcji win. Winnice ciągną się wąskim pasem od Dijon na północy po Lyon na południu, obejmując obszar około 45 000 hektarów. Rejon ten, w odróżnieniu od innych rejonów winiarskich we Francji, nie posiada wspólnej dla całego rejonu apelacji ogólnej.